# NGC 4648
NGC 4648 (други обозначения – UGC 7868, MCG 13-9-29, ZWG 352.39, KAZ 31, PGC 42595) е елиптична галактика (E3) в съзвездието Дракон.
Обектът присъства в оригиналната редакция на „Нов общ каталог“.